# 袋食蚁兽
袋食蟻獸（學名：Myrmecobius fasciatus）是生存於西澳洲的食蟲性有袋動物，近年再引入至南澳大利亞州。袋食蟻獸曾經遍布整個澳洲南方，但現在僅在少數地區存活，屬於瀕危物種。

## 分類
袋食蟻獸為單科種，為澳洲有袋肉食動物袋鼬目下的 4 個科別之一。
基因研究顯示袋食蟻獸約於始新世晚期（32 - 42 百萬年前）與其他有袋動物分家，且與已滅絕的袋狼關係較近。
袋食蟻獸有兩個亞種，不過 M. f. rufus 在 1960 年代滅絕，僅有指名亞種 M. f. fasciatus 存活至今。M. f. rufus 據說較紅的體表顏色。袋食蟻獸的化石紀錄很少，最早的紀錄可追溯至更新世，袋食蟻獸科下也沒有其他物種的化石紀錄。
此系統發生樹是根據粒線體基因組分類而成：
|  | 狹足袋鼩屬                                            |
|  |                                                       |
|  | \| \| 帚尾袋鼩屬 \| \| \| \| \| \| 袋鼬屬 \| \| \| \| |
|  |                                                       |
|  | 帚尾袋鼩屬                                            |
|  |                                                       |
|  | 袋鼬屬                                                |
|  |                                                       |

|  | 帚尾袋鼩屬 |
|  |            |
|  | 袋鼬屬     |
|  |            |

|  | 狹足袋鼩屬                                            |
|  |                                                       |
|  | \| \| 帚尾袋鼩屬 \| \| \| \| \| \| 袋鼬屬 \| \| \| \| |
|  |                                                       |
|  | 帚尾袋鼩屬                                            |
|  |                                                       |
|  | 袋鼬屬                                                |
|  |                                                       |

|  | 帚尾袋鼩屬 |
|  |            |
|  | 袋鼬屬     |
|  |            |

|  | 狹足袋鼩屬                                            |
|  |                                                       |
|  | \| \| 帚尾袋鼩屬 \| \| \| \| \| \| 袋鼬屬 \| \| \| \| |
|  |                                                       |
|  | 帚尾袋鼩屬                                            |
|  |                                                       |
|  | 袋鼬屬                                                |
|  |                                                       |

|  | 帚尾袋鼩屬 |
|  |            |
|  | 袋鼬屬     |
|  |            |

|  | 狹足袋鼩屬                                            |
|  |                                                       |
|  | \| \| 帚尾袋鼩屬 \| \| \| \| \| \| 袋鼬屬 \| \| \| \| |
|  |                                                       |
|  | 帚尾袋鼩屬                                            |
|  |                                                       |
|  | 袋鼬屬                                                |
|  |                                                       |

|  | 帚尾袋鼩屬 |
|  |            |
|  | 袋鼬屬     |
|  |            |

## 形態
體長包含尾巴35和45（14和18英寸），不過尾巴長度幾乎與身體等長。體重280、700 g（9.9、24.7 oz），口腔有50隻無功能的牙齒，雙顎已退化，具有力雙爪。
袋食蟻獸和其他以螞蟻為食的動物一樣，都有一條細長的舌頭與巨大的頜下腺可以分泌大量唾液。但袋食蟻獸的消化系統相對其他食蟲動物簡單，這是由於白蟻比起螞蟻擁有更軟的外骨骼，因此較好消化。

## 習性

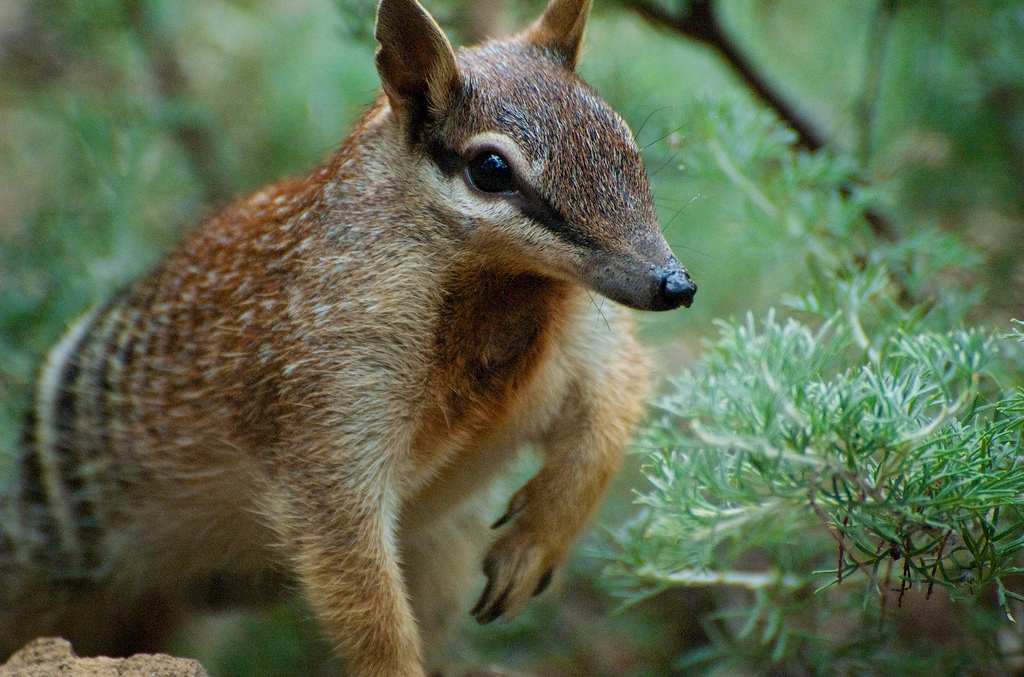
珀斯動物園的袋食蟻獸

袋食蟻獸獨棲，在白天活動，幾乎完全以白蟻作為食物，一隻成年的袋食蟻獸每天需要 20,000 隻白蟻，白天大部分的時間均在尋找白蟻。袋食蟻獸利用前爪挖出白蟻並用長舌捕捉牠們。袋食蟻獸的天敵為地毯蟒、隼、鷹以及人類引入的赤狐。
袋食蟻獸為獨居動物，具有領域性。一隻成年個體的領域大小約為 1.5 平方公里（370 英畝）並且會阻止其他同性侵入領地。雄性與雌性個體的領域會重疊，且雄性會在繁殖期時離開領地去尋找合適的配偶。
以袋食蟻獸的體型來說，牠擁有十分強壯的前爪，然而卻然仍不足以破壞白蟻如水泥般堅固的土墩，所以袋食蟻獸必須等到白蟻出沒於蟻墩之外。袋食蟻獸利用敏銳的嗅覺來發掘一些連結白蟻窩和覓食地點之間的通道，這些通道通常位於地表淺層，十分容易被袋食蟻獸破壞。
袋食蟻獸的活動時間與白蟻同步，因此同樣受到環境溫度影響：在冬天時，袋食蟻獸在接近中午較溫暖的時刻覓食；在夏天時則會選擇早晨與黃昏時覓食，避開白日的高溫。
晚上時，袋食蟻獸會回到巢穴中，這些巢穴多但位於中空的樹幹中，或為地洞。巢穴通常為 1 - 2 公尺深，末端會有一個鋪滿草、樹葉、花朵與樹皮的巢室。袋食蟻獸可以利用臀部的厚皮來堵住巢的入口，防止掠食者入侵。

## 繁殖
袋食蟻獸在二月與三月時繁殖，其中只會進行一次生產，但若第一次生產失敗則能再進行第二次生產。懷孕期維持15天，共會產下 4 隻幼崽。和其他有袋類不同的是，雌性袋食蟻獸不具有育幼袋，其四個乳頭由捲曲的毛髮與哺乳期時膨大的腹部與大腿所保護著。
幼崽剛出生時體長 2 cm（0.79英寸），在攀爬至乳頭後，會吸附在乳頭上成長值到七月下旬至八月上旬，此時的體長約為 7.5 cm（3.0英寸）。當幼崽體長達到 3 cm（1.2英寸） 時會開始長毛，並且在體長為 5.5 cm（2.2英寸） 時長出類似成年袋食蟻獸的花紋。在斷奶後，幼崽會留在巢穴中或是帶在母親的背上，在十一月時才能完全自立。雌性在第二年夏天時達到性成熟，雄性則還要再隔一年。